# Шахтна розробка нафтових родовищ
Шахтна розробка нафтових родовищ — спосіб видобутку нафти або нафтонасиченої породи з нафтового пласта-колектора за допомогою підземних гірничих виробок або підземних свердловин, споруджених у нафтовій шахті. Застосовується для розробки покладів з високов'язкими нафтами (природними бітумами), а також неоднорідних енергетично виснажених покладів нафти середньої в'язкості.

## Історія
Спосіб відомий з XVIII ст. У різний час він досягав промислових масштабів на родовищах Пешельбронн (Франція), Вітце і Гайде (Німеччина), Кимпіна і Сара-те-Монтеору (Румунія), Хагісіяма (Японія), Керн-Рівер і Норт-Тісдейл (США). Він використовувався також на нафтових родовищах Австрії, Чехословаччини, Польщі, Канади, РФ і інших країн. На Кавказі видобуток нафти шахтами здійснювався на Уйташському родовищі в Дагестані. Найбільший досвід шахтної розробки нафтових родовищ накопичено на Ярегському родовищі в Росії (Комі), де з 1939 ведеться промислова розробка покладів (єдині на сьогодні промислові нафтові шахти в світі).

## Нафтова шахта
Нафтова шахта включає в себе об'єкти: надшахтовий комплекс будівель та споруд (надшахтові будівлі підземного та вентиляційних стовбурів, піднімальні устатковання, адміністративно-побутовий комбінат, компресорну, котельну, ремонтно-механічну майстерню, вентиляційну та ін.); піднімальний та вентиляційний стовбури; навколостовбурний двір з камерами центрального водовідливу, центральної підземної підстанції, складу вибухових матеріалів, центральної нафтопастки з ємностями для збирання видобувної рідини та насосної станції; електропаровозне депо з камерою протипожежного поїзду, камеру очищення вагонеток, вантажну та порожнякову виробку, комплекс гірничних виробок з насосними камерами для подачі напірної води на бурові верстати, збору, транспортування нафти та буріння свердловин; інженерної мережі електропостачання, зв'язку та сигналізації, теплопостачання, паро- та водопостачання, каналізації, постачання стиснутого повітря, автомобільні дороги та під'їзди.
Шахтна розробка нафтових родовищ здійснюється за допомогою очисних, дренажних або комбінованих систем розробки. При очисній системі нафтонасичена порода відбивається (руйнується), як правило, за допомогою буропідривних робіт, вантажиться у вибої вантажними машинами на засоби підземного транспорту і через шахтний стовбур видається на поверхню, де переробляється на спеціальних установках з виділенням нафтових фракцій. При цьому можливе комплексне використання сировини, оскільки вмісні породи продуктивного пласта після виділення нафтових фракцій можуть бути використані як буд. матеріал, сировина для хім. промисловості і т. ін.
При дренажній системі нафта вилучається за допомогою бурових свердловин, пробурених із заздалегідь пройдених гірничих виробок. Застосовується в тих випадках, коли природна вуглеводнева сировина знаходиться або в рухливому (текучому) стані, або може бути приведена в такий стан штучно — термічним впливом на продуктивний пласт. Тому розрізнюють системи природної шахтної розробки, коли дренажна розробка здійснюється при використанні природної енергії пласта, і термічної шахтної (термошахтної) розробки, коли розробка проводиться з впливом на пласт парою, гарячим газом (повітрям), гарячою водою і іншими теплоносіями.
При найбільш поширеній двогоризонтній термошахтній розробці з надпластового горизонту через вертикальні і похилі нагнітальні свердловини закачують в продуктивний пласт теплоносій (наприклад, пару), а відбір нафти здійснюють з добувних свердловин, пробурених з розташованої в пласті добувної галереї. Видобута нафта насосами подається на поверхню.
Перспективними за геологічно-технічними умовами для шахтної розробки нафтових родовищ є декілька десятків родовищ високов'язких нафт і природних бітумів в Татарії, Казахстані, Узбекистані, Азербайджані, Ічкерії, а також в Канаді, Венесуелі, США, Кувейті і інш.